# Mesembryanthemum delum
Mesembryanthemum delum är en isörtsväxtart som beskrevs av L. Bol. Mesembryanthemum delum ingår i Isörtssläktet som ingår i familjen isörtsväxter. Inga underarter finns listade i Catalogue of Life.